# Andi Lila
Andi Lila (Kavajë, 12 februari 1986) is een Albanees voetballer.
Lila begon zijn professionele clubcarrière bij zijn jeugdclub KS Besa Kavajë in 2003. Na drie seizoenen maakte hij de overstap naar Iraklis FC. Na amper 6 maanden en 3 wedstrijden vertrok hij hier weer. Hij kon terug aan de slag bij KS Besa Kavajë. Tussen 2008 en 2011 speelde de verdediger voor KF Tirana. Hier kon hij 11 keer scoren in 78 wedstrijden. In 2011 werd hij getransfereerd naar het Griekse PAS Giannina. In de wintermercato van het seizoen 2014/15 tekende hij bij Parma FC. Dit was slechts een tijdelijke overgang. Bij Parma speelde hij 11 wedstrijden en scoorde 2 keer. Daarna keerde hij terug naar PAS Giannina.
Lila maakte in 2010 hij zijn debuut in het Albanees voetbalelftal. Hiermee nam hij in 2016 deel aan het Europees kampioenschap voetbal 2016 in Frankrijk, het eerste interlandtoernooi waarvoor het land zich plaatste. Albanië werd in de groepsfase uitgeschakeld na een overwinning op Roemenië (1–0) en nederlagen tegen Zwitserland (0–1) en Frankrijk (0–2).

## Statistieken
| Seizoen   | Club           | Land        | Competitie          | Wedstrijden | Doelpunten |
| --------- | -------------- | ----------- | ------------------- | ----------- | ---------- |
| 2003–2006 | KS Besa Kavajë | Albanië     | Kategoria Superiore | 72          | 1          |
| 2006/07   | Iraklis FC     | Griekenland | Alpha Ethniki       | 3           | 0          |
| 2007/08   | KS Besa Kavajë | Albanië     | Kategoria Superiore | 29          | 0          |
| 2008–2011 | KF Tirana      | Albanië     | Kategoria Superiore | 78          | 11         |
| 2011–     | PAS Giannina   | Griekenland | Alpha Ethniki       | 109         | 7          |
| 2015      | → Parma FC     | Italië      | Serie A             | 13          | 2          |
|           |                |             | Totaal              | 304         | 21         |

Bijgewerkt tot en met het seizoen 2015/16.
1 Berisha ·
2 Lila ·
3 Lenjani ·
4 Hysaj ·
5 Cana ·
6 Veseli ·
7 Agolli ·
8 Basha ·
9 Memushaj ·
10 Sadiku ·
11 Gashi ·
12 Shehi ·
13 Kukeli ·
14 Xhaka ·
15 Mavraj ·
16 Cikalleshi ·
17 Aliji ·
18 Ajeti ·
19 Balaj ·
20 Kaçe ·
21 Roshi ·
22 Abrashi ·
23 Hoxha · 
Coach: De Biasi